# Dactylorhiza sphagnicola
Espèce
Classification phylogénétique
Le Dactylorhize des sphaignes ou Orchis des sphaignes (Dactylorhiza sphagnicola) est une espèce de plantes herbacées vivaces terrestres de la famille des Orchidaceae.
Synonymes : 
- Orchis sphagnicola Höppner - basionyme
- Dactylorhiza majalis subsp. sphagnicola (Höppner) H.A. Pedersen & Hedrén
- Dactylorhiza incarnata subsp. sphagnicola (Höppner) H. Sund.